# Сюаньхуа
Сюаньхуа́ (кит. упр. 宣化, пиньинь Xuānhuà) — район городского подчинения городского округа Чжанцзякоу провинции Хэбэй (КНР).

## История
Вплоть по империю Мин это были пограничные земли, и здесь находился простой «9-й посёлок у Великой Стены». После того, как Китай был завоёван маньчжурами, эти земли потеряли оборонное значение, и здесь была создана гражданская администрация. В 1693 году здесь разместилась администрация Сюаньхуаской управы (宣化府), которой подчинялись 1 комиссариат, 3 области и 7 уездов.
После Синьхайской революции в Китае была проведена реформа структуры административного деления, в ходе которой управы и области были упразднены, и в 1913 году управа была ликвидирована, а земли, не входившие до этого в состав каких-либо уездов и подчинявшиеся напрямую управе, стали уездом Сюаньхуа.
В 1945 году после капитуляции Японии эти земли попали под контроль коммунистов, и январе 1946 года посёлок, в котором находились уездные власти, был объявлен городом Сюаньхуа, однако в октябре того же года эти земли были отвоёваны гоминьдановцами, и город опять стал посёлком в составе уезда. В декабре 1948 года коммунисты опять отбили эти места, и посёлок Сюаньхуа вновь стал городом.
В ноябре 1955 года город Сюаньхуа был присоединён к городу Чжанцзякоу в качестве городского района. В 1959 году был расформирован Специальный район Чжаоцзякоу (张家口专区), и все входившие в его состав административные единицы перешли под юрисдикцию города Чжанцзякоу, при этом территория бывшего посёлка/города Сюаньхуа была присоединена к территории уезда Сюаньхуа. В мае 1961 года Специальный район Чжанцзякоу был воссоздан в прежнем формате, и были вновь образованы уезд Сюаньхуа и город Сюаньхуа. В марте 1963 года город Сюаньхуа был присоединён к Чжанцзякоу в качестве городского района.
1 июля 1993 года город Чжанцзякоу и округ Чжанцзякоу были объединены в Городской округ Чжанцзякоу.
В 2016 году уезд Сюаньхуа был расформирован; часть его земель была присоединена к району Цяодун, а оставшиеся вошли в состав района Сюаньхуа.

## Административное деление
Район Сюаньхуа делится на 7 уличных комитетов, 1 посёлок и 3 волости.